# Battle athletes daiundōkai (OAV)
Battle athletes daiundōkai (バトルアスリーテス 大運動会?, Batoru asuriitesu daiundōkai, lett. "Il grande meeting delle atlete da battaglia") è il prequel in formato OAV della serie televisiva Battle athletes daiundōkai. Presenta già buona parte dei personaggi che saranno poi sviluppati nell'anime vero e proprio, di cui esiste anche una versione manga, in quattro volumi, del mangaka Yuki Nakano.
L'OAV e la serie televisiva sono entrambi ambientati in un futuro lontano e raccontano le avventure di alcune giovani atlete impegnate in una serie di gare e competizioni per vincere il titolo di Cosmo Beauty.
Per quanto riguarda il genere, spiccano tanto elementi di fantascienza, quanto elementi sportivi, nonché romantici, questi ultimi di natura esclusivamente omosessuale (yuri).

## Trama
In un futuro distante, l'umanità entra in una guerra secolare con una razza aliena in espansione nell'Universo. Con il trascorrere del tempo, tale guerra perde pian piano il suo significato iniziale, al punto che viene deciso di dar vita ad una disputa basata su prove di forza fra due rappresentanze di entrambe le specie, per porre fine ad una situazione che ormai si protrae da troppo tempo. Nonostante su carta la razza aliena sia fisicamente superiore a quella umana, gli atleti terrestri riescono miracolosamente a vincere la competizione, dando vita ad un'era di pace in cui, seguendo il concetto di mens sana in corpore sano, gli uomini iniziano a dedicare le dovute attenzioni tanto alla tecnologia, frutto del lavoro della mente, quanto al corpo.
La storia di Batoru asurītesu daiundōkai si svolge alla fine del cinquantunesimo secolo, su di un satellite artificiale costruito appositamente per essere sede dell'università femminile di atletica. Qui, le studentesse che provengono da tutti i pianeti del Sistema solare si allenano giornalmente per raggiungere il titolo annuale di Cosmo Beauty, nato per celebrare la vittoria dei terrestri sull'antica razza aliena.

## Personaggi
Akari KanzakiAkari Kanzaki è la protagonista di questa miniserie, figlia di una delle passate detentrici del titolo di Cosmo Beauty, Tomoe Midoh. Di origini terrestri, raggiunge il satellite insieme alle due colleghe Tanya Natdhipytadd e Jessie Gartland. Nell'accademia, condivide la sua camera del dormitorio con Anna Respighi e Kris Kristopher: verso cui nutre dei sentimenti che vanno oltre la semplice amicizia. Sebbene negli OAV questo elemento sia solo accennato e le due condividano solo un bacio, nella serie animata tale relazione viene ampliata rivelandosi in tutto e per tutto una relazione di tipo sentimentale.
Kris KristopherKris Kristopher è un'atleta proveniente dalla Luna, sulla superficie della quale si è insediata una comunità ristretta – i Biginners (il nome compare in questa forma nell'OAV) – che vive alla ricerca del contatto con gli spiriti in uno stile di vita che rifiuta la tecnologia, ma si basa piuttosto sui frutti di un'agricoltura esclusivamente rurale. Kris è l'atleta più talentuosa del suo corso di studi, ma troverà, sulla sua strada per il titolo di Cosmo Beauty, Mylandah Arkar Walder, una delle atlete più efferate della scuola. Solo alla fine della serie, si apprende come in realtà Kris debba lasciare l'accademia per diventare una sacerdotessa della sua comunità. È proprio in quell'occasione che vengono evidenziati i suoi sentimenti per Akari, che sembrano andare oltre la semplice amicizia.
Anna RespighiAnna Respighi è, insieme a Kris, una delle atlete dell'accademia che condivide la stanza insieme ad Akari. Insieme alle sue compagne di stanza, Anna deve affrontare le prove preliminari di squadra per potersi qualificare alle prove singole e poter così sperare di ottenere il titolo di Cosmo Beauty, ma poco prima che le prove di squadra abbiano termine si scopre come in realtà Anna sia un ragazzo cresciuto dalla madre come se fosse una donna, per poter partecipare all'annuale competizione. Per tale motivo, viene allontanato dal satellite femminile e affidato alla scuola maschile. Tale componente è assolutamente assente nella serie, sebbene anche lì le pressioni della madre abbiano un forte peso sul comportamento di Anna.
Tanya NatdhipytaddTanya Natdhipytadd è una delle atlete della scuola che raggiunge il satellite insieme ad Akari Kanzaki. Ha un carattere decisamente selvaggio e le sue origini sono africane.
Lahrri FeldnuntLahrri Feldnunt, già due volte detentrice del titolo di Cosmo Beauty, frequenta l'ultimo anno dell'accademia. Il suo modo di interpretare le sfide è decisamente professionale, freddo e calcolato al punto che Lahrri non sembra aver null'altro in mente se non la conquista di nuovi record e titoli.
Mylandah Arkar WalzerMylandah Arkar Walzer è, fra tutte, l'atleta più pericolosa presente sul satellite-università. Mylandah sembra gareggiare non tanto per la conquista del titolo di Cosmo Beauty, quanto per poter sconfiggere Lahrri, di cui è destinata ad essere l'eterna seconda. Pur di riuscire in quest'intento, non si farà alcuno scrupolo nel comportarsi in maniera chiaramente scorretta, al punto da causare gravi ferite a Kris – colpevole di averla eliminata dalla competizione – e venire espulsa con disonore dall'accademia.
Grant OldmanGrant Oldman è il preside dell'università costruita sul satellite artificiale. Si occupa di gestire la scuola e le competizioni che si svolgono presso l'accademia, tanto interne, quanto con esterni.

## Doppiaggio
| Personaggio           | Doppiatore giapponese |
| --------------------- | --------------------- |
| Akari Kanzaki         | Rio Natsuki           |
| Mylandah Arkar Walder | Akemi Okamura         |
| Anna Respighi         | Akiko Yajima          |
| Tanya Natdhipytadd    | Aya Sakaguchi         |
| Grant Oldman          | Takeshi Igarashi      |
| Kris Christopher      | Tomoko Kawakami       |
| Lahrri Feldnunt       | Yuriko Yamaguchi      |
| Kanonzi               | Atsushi Kitashima     |
| Ichino Yanagida       | Aya Hisakawa          |
| Student C             | Chiharu Tezuka        |
| Student A             | Kae Araki             |
| Eric Roberts          | Kazuhiko Inoue        |
| Prologue Narrator     | Kouji Nakata          |
| Joanne Wu             | Megumi Orikasa        |
| Student B             | Michiko Neya          |
| Announcer             | Miho Yamada           |
| Jesse Gartland        | Miki Itou             |
| Tomoe Midou           | Miki Takahashi        |
| Neririkuin            | Rei Igarashi          |
| Dorm Chief            | Shiho Niiyama         |
| Gerard Paxton         | Takeshi Aono          |
| Control Officer       | Takeshi Igarashi      |
| Bobuson Howard        | Toshiya Ueda          |